# Pál Dárdai
Pál Dárdai [ˈpaːl ˈdaːrdɒ.i] (* 16. März 1976 in Pécs) ist ein ehemaliger ungarischer Fußballspieler und heutiger Fußballtrainer.

## Karriere als Spieler

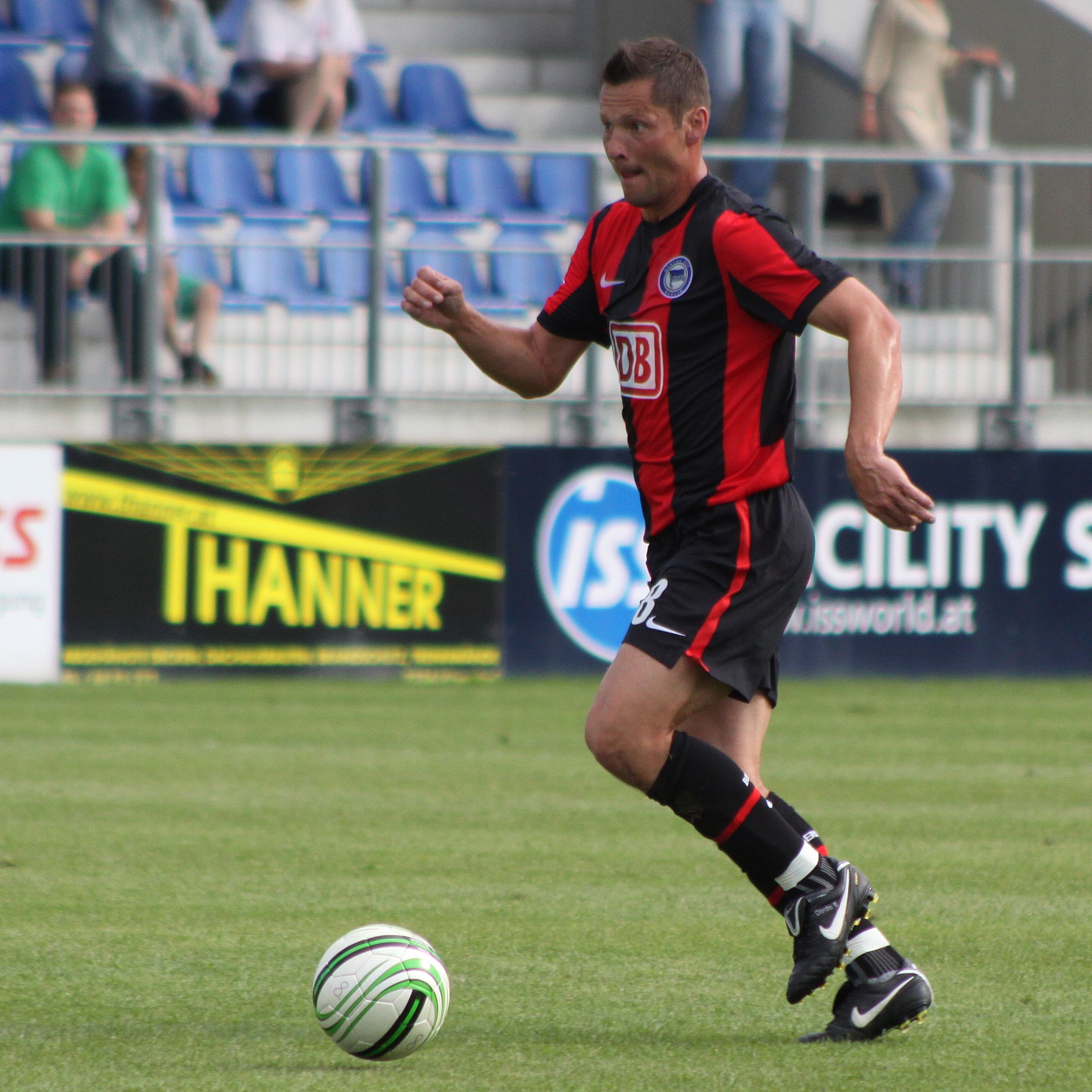
Dárdai im Trikot von Hertha BSC (2009)

Dárdai begann seine Laufbahn beim MFC Pécs und wechselte im Januar 1996 zu BVSC Budapest. Noch vor dem Bundesligaaufstieg verpflichtete Hertha BSC den damals 20-Jährigen im Januar 1997. Während seiner Zeit in Berlin wurde er auch zum ungarischen Nationalspieler. Im Jahr 1999 wurde Dárdai zu Ungarns Fußballer des Jahres gewählt.
Am 13. März 2010 bestritt Dárdai bei der 1:2-Heimniederlage gegen den 1. FC Nürnberg sein 281. Bundesligaspiel für die Hertha und löste damit Michael Sziedat als Rekordbundesligaspieler der Berliner ab. Insgesamt kam er auf 286 Spiele in der ersten und 11 Spiele in der zweiten Bundesliga.
Im Juni 2010 verlängerte Hertha BSC den Vertrag mit Dárdai um ein Jahr. Die Rückrunde verbrachte er allerdings in der Reservemannschaft. Nachdem sein Profivertrag im Sommer 2011 ausgelaufen war, unterzeichnete Dárdai einen neuen Amateurvertrag bei den Berlinern. Nebenbei machte er seinen Trainerschein. Mit Ende der Saison 2011/12 beendete er seine Laufbahn als Fußballspieler.
Erfolge
- 1999: Ungarns Fußballer des Jahres
- 2001: DFL-Ligapokal-Sieger mit Hertha BSC
- 2002: Ligapokal-Sieger mit Hertha BSC (ohne Einsatz)

## Karriere als Trainer

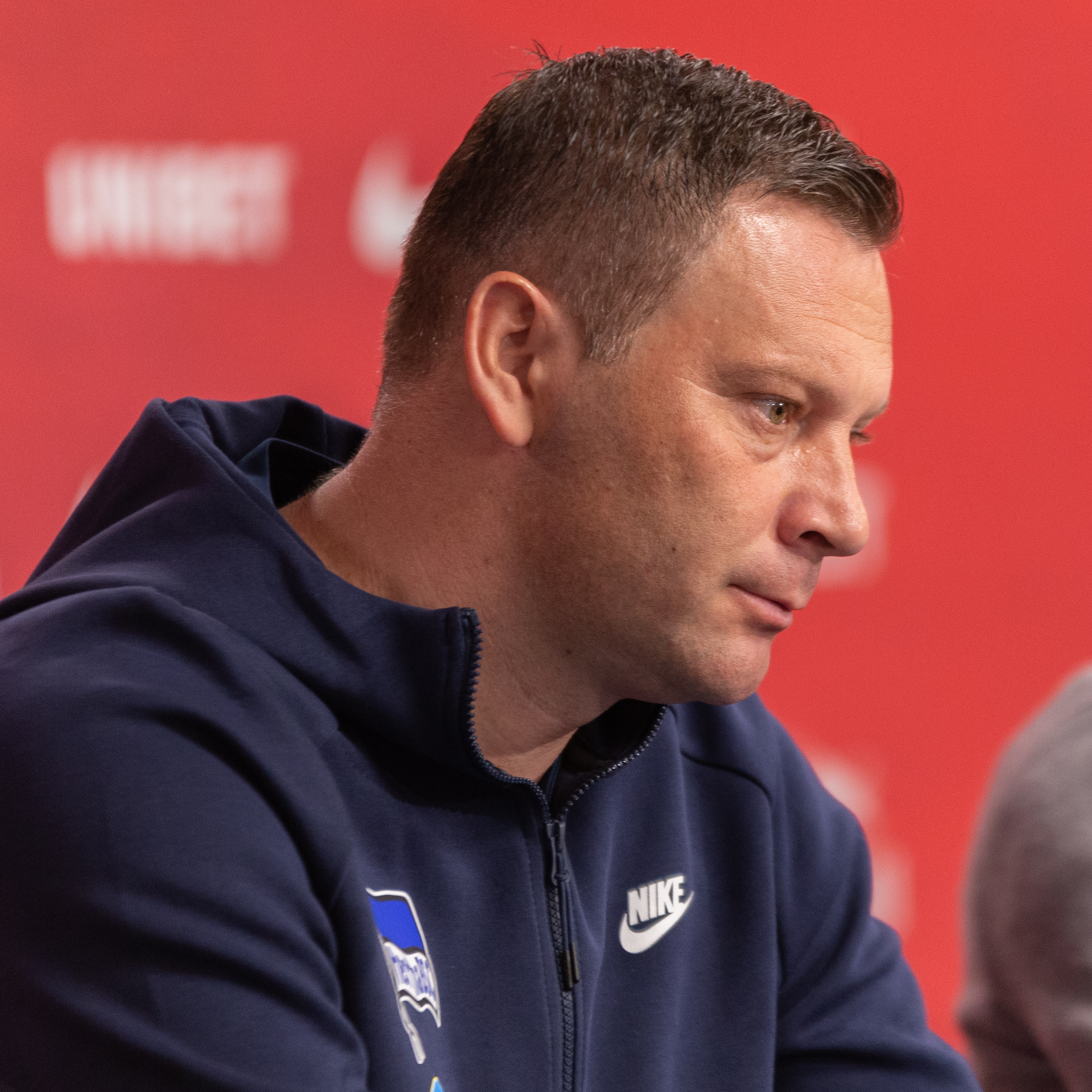
Pál Dárdai bei einer Pressekonferenz nach einem Bundesligaspiel (2019)

Dárdai begann seine Trainerkarriere beim Seeburger SV, als er in Seeburg lebte. Dort trainierte er u. a. die F-Jugend (U9). Von Februar 2012 bis Ende Juni 2013 war er Co-Trainer von Andreas Thom bei den B1-Junioren (U17) von Hertha BSC. Zur Saison 2013/14 übernahm er die C1-Junioren (U15) als Cheftrainer. Am 18. September 2014 wurde er Trainer der ungarischen Nationalmannschaft. Er sollte die Mannschaft in den verbliebenen Spielen im Jahre 2014 trainieren. Ab Dezember 2014 plante er, seine Tätigkeit als Nationaltrainer – neben seiner Tätigkeit als Cheftrainer der U15 von Hertha BSC – bis November 2015 auszuweiten.
Am 5. Februar 2015 übernahm Dárdai die auf dem 17. Tabellenplatz stehende Profimannschaft von Hertha BSC vom entlassenen Jos Luhukay. Die Saison wurde auf dem 15. Platz mit dem Klassenerhalt beendet. Vor der Saison 2015/16 gab Dárdai seine Aufgabe als ungarischer Nationaltrainer auf. Nach einer starken Hinrunde, die man mit 32 Punkten auf dem 3. Tabellenplatz abschloss, wurde man am Saisonende mit 50 Punkten Siebter, wodurch man sich für die 3. Qualifikationsrunde der UEFA Europa League qualifizierte. Dort schied man jedoch gegen den dänischen Vertreter Brøndby IF aus. In der Bundesliga-Saison 2016/17 konnte die Hertha eine gute Hinrunde zum erneuten Male nicht bestätigen. Nach Platz fünf mit 30 Punkten nach 17 Spieltagen schloss die Mannschaft die Saison mit 49 Punkten auf dem 6. Platz ab, wodurch man sich jedoch zum zweiten Mal für die Gruppenphase der UEFA Europa League qualifizierte. Die Saison 2017/18 beendete Hertha BSC im Mittelfeld mit 43 Punkten auf dem 10. Platz. In der Europa League 2017/18 schied man hinter Athletic Bilbao, dem Östersunds FK und Sorja Luhansk als Tabellenletzter in der Gruppenphase aus. Die Hinrunde der Saison 2018/19 beendete Hertha BSC mit 24 Punkten auf dem 8. Platz. Auch in diesem Jahr lief die Rückrunde deutlich schlechter als die Hinrunde. Nach fünf Niederlagen in Folge einigten sich Dárdai und der Verein Mitte April 2019 darauf, dass er den Posten des Cheftrainers nach viereinhalb Jahren zum Saisonende abgeben würde. Zu diesem Zeitpunkt war nur der Trainer des SC Freiburg, Christian Streich (seit Anfang 2012), länger als Übungsleiter eines aktuellen Bundesligisten im Amt. Das generelle Vertragsverhältnis blieb bestehen und es wurde angekündigt, dass Dárdai nach einem Jahr Pause im Nachwuchsbereich einsteigen werde. Die Spielzeit schloss Hertha BSC schließlich mit 43 Punkten auf dem 11. Platz ab.
Zur Saison 2020/21 übernahm Dárdai die B2-Junioren (U16) von Hertha BSC und wurde im Nachwuchsleistungszentrum Koordinator für den Aufbaubereich.
Nach den Freistellungen des Sport-Geschäftsführers Michael Preetz und des Cheftrainers Bruno Labbadia übernahm Dárdai am 25. Januar 2021 erneut die Profimannschaft, die nach dem 18. Spieltag der Saison 2020/21 mit 17 Punkten auf dem 14. Platz stand, wobei der Vorsprung auf den Relegationsplatz lediglich 2 Punkte betrug. Er erhielt einen Vertrag bis zum 30. Juni 2022. Dank nur einer Niederlage aus den letzten neun Spielen konnte man schlussendlich die Klasse halten und den 14. Platz erreichen. Ende November 2021 wurde Dárdai vom neuen Sport-Geschäftsführer Fredi Bobic, mit dem er von 2003 bis 2005 bei Hertha zusammengespielt hatte, freigestellt. Die Mannschaft stand zu diesem Zeitpunkt nach dem 13. Spieltag der Saison 2021/22 mit 14 Punkten auf dem 14. Platz, wobei der Vorsprung auf den Relegationsplatz nur einen Punkt betrug.
Mitte April 2023 wurde Dárdai zum dritten Mal in seiner Karriere Hertha-Cheftrainer. Er folgte auf Sandro Schwarz und unterschrieb einen Vertrag bis zum Ende der Saison 2022/23. Die Mannschaft stand nach dem 28. Spieltag auf dem letzten Platz und hatte zwei Punkte Rückstand auf den Relegationsplatz bzw. 5 Punkte Rückstand auf den ersten Nicht-Abstiegsplatz. Auch Dárdai konnte die Talfahrt der Berliner nicht stoppen, sodass am 33. Spieltag der siebte Bundesliga-Abstieg feststand. Hertha beendete die Saison schließlich mit 29 Punkten auf dem letzten Platz. Kurz nach dem Saisonende verkündete der Verein, mit Dárdai in die Saison 2023/24 zu gehen. Allerdings misslang auf dem 9. Platz der direkte Wiederaufstieg. Daraufhin wurde der zum Saisonende auslaufende Vertrag nicht verlängert; Dárdai soll dem Verein jedoch in anderer Funktion erhalten bleiben.

## Privates
Pál Dárdai ist mit der ehemaligen ungarischen Handball-Nationalspielerin Mónika Dárdai, geb. Szemmelróth, verheiratet und hat mit ihr drei Söhne, Palkó (* 1999), Márton (* 2002) und Bence (* 2006). Pál Dárdais gleichnamiger Vater (1951–2017) war ebenfalls Fußballspieler.